# Microbiology
Microbiology (früher Journal of General Microbiology) ist eine wissenschaftliche Fachzeitschrift für Mikrobiologie, die von der Society for General Microbiology herausgegeben wird. Die Zeitschrift wurde 1947 gegründet und erscheint derzeit mit zwölf Ausgaben im Jahr. Sämtliche Aufsätze werden ein Jahr nach ihrer Veröffentlichung als PDF-Datei frei zugänglich gemacht (englisch delayed open access).